# Lalo Mir
Eduardo Enrique Mir -más conocido como Lalo Mir- (San Pedro, 14 de junio de 1952) es un reconocido periodista y actor argentino.
Actualmente es locutor institucional en Radio Nacional y en Nacional Rock. En Nacional Rock, conduce Sábado de moño. También forma parte la plataforma Filo.News y es dueño de la emisora Lechiguanas FM 101.1, y presta su voz para distintos proyectos audiovisuales.

## Biografía

### Comienzos
Nació en el seno de una familia judía. Cursó la primaria en el colegio Nº 1 de San Pedro y la secundaria en el comercial Fray Cayetano Rodríguez de la misma ciudad. Comenzó su carrera en los medios de comunicación a los 15 años en la radio de San Pedro, en un espacio pago por una fábrica de dulces (Arco de Oro), en el cual algunos estudiantes realizaban un programa de radio.
En 1974 se estableció en Buenos Aires para formarse en el Instituto Superior de Enseñanza Radiofónica y al tiempo debutar como locutor en Radio Rivadavia. 
Además fue empleado en Jotacé Producciones de Julio Cepeda, donde llevó a cabo tareas de edición, musicalización y creación de guiones. Así fue responsable de muchos programas emitidos entonces en Radio Rivadavia, Radio Continental, Radio Mitre, Aspen 102.3 y Radio Del Plata.

### Consagración profesional
Durante la primera mitad de la década de 1980 llevó adelante, junto a Elizabeth Vernaci, el exitoso programa llamado 9 PM en Del Plata FM 95.1. Dupla y formato que repitió para FMRA, un compilado de rock argentino contemporáneo editado por Discos CBS en 1986.

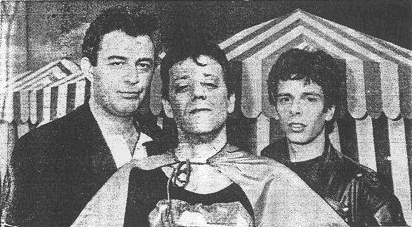
Lalo Mir, Douglas Vinci y Bobby Flores, integrantes de Radio Bangkok.

Ya poco después logró el reconocimiento definitivo cuando estaba al frente de Aquí Radio Bangkok en Rock & Pop; junto a Douglas Vinci, Bobby Flores y Quique Prosen. Y también cuando trabajó en Rock & Pop TV por Canal Trece y La Perla de Bangkok en la pantalla de Canal 11.

### Radio en Chile y Uruguay
Desde 1984 ha llevado adelante diversas colaboraciones (programas especiales) para la radiofonía chilena y uruguaya. Algunas las ha realizado desde Argentina y otras en Chile y Uruguay, primero a través de Radio Concierto y luego a través de Aspen 102.3 en Uruguay.

### Otros proyectos
Fue mentor de Radio La Colifata, estación de radio conducida por los pacientes del Hospital Interdisciplinario Psicoasistencial José Tiburcio Borda.
También fue gerente artístico de Del Plata FM 95.1 entre 1992 y 1993.

## Equipos de trabajo
Siempre se caracterizó por armar grupos exitosos de trabajo, para los cuales convocó a muchos colaboradores recurrentes:

### Elizabeth Vernaci
Trabajó junto a Lalo en muchas oportunidades: cuando hicieron 9 PM en Del Plata FM 95.1, cuando él fue su productor en Cuento 105 en 105 FM 105.5, cuando hicieron ¿Buenos Aires? Una divina comedia en Rock & Pop, cuando él la convocó para la grilla de programación de Del Plata FM 95.1, cuando hicieron Johnny Argentino en Rock & Pop, cuando ella condujo los lunes de Animal de Radio en Rock & Pop, y cuando llevaron adelante algunos segmentos de Black & Toc en Radio con Vos y de Circo Súper Pop en Pop Radio 101.5.
Desde febrero de 2021, junto a Vernaci son las voces institucionales de Radio Nacional Argentina.

### Pancho Muñoz
Fue integrante de varios programas de Lalo como 9PM, Tutti Frutti en Del Plata FM 95.1, Lalo Bla Bla en Radio Del Plata, Lalo Bla Bla en Radio Mitre, y Circo Súper Pop.

### Bobby Flores
Compartió el aire de Rock & Pop con Lalo en Aquí Radio Bangkok y en Animal de Radio.

### Douglas Vinci[4]
Formó parte de varios equipos compuestos por Lalo: el de Aquí Radio Bangkok, el de Tutti Frutti, el de Animal de Radio, el de Lalo Bla Bla en Radio Mitre, y el de Circo Súper Pop.

### Fernando Peña[5]
Acompañó a Lalo en Tutti Frutti, en Animal de Radio, Lalo Bla Bla en Radio Del Plata y en Lalo Bla Bla en Radio Mitre.

### Carlos Sturze
Trabajó con Lalo al aire de Tutti Frutti, y de Circo Súper Pop.

### Fernando Solís Lara
Fue locutor artístico de distintos programas de Lalo: Animal de Radio, el especial sobre Charly García en ADN Radio, y Circo Súper Pop.

### Jimena Vallejos
Acompañó a Lalo en Lalo por hecho en La 100, y en Circo Súper Pop.

## Trayectoria

### Radio
Radio Rivadavia
- La isla del tesoro

Del Plata FM 95.1
- 9 PM
- Tutti frutti / Juguete rabioso / Macedonia / Radio pirado / Cabeza de pescado

Radio Continental
- Argentina Rock
- 4 PM
- Planeta Piraña

Rock & Pop
- Aquí Radio Bangkok
- ¿Buenos Aires? Una divina comedia
- Animal de Radio[6]
- Johnny Argentino

Rock & Pop Beach FM 98.9
- Aguante Confusio[7]

Radio Del Plata
- Lalo Bla Bla[8]

Radio Mitre
- Lalo Bla Bla[9]
- Animados[10]

La 100
- Lalo por hecho[11]

Aspen 102.3
- Especial sobre Charly García[12]

Pop Radio 101.5
- Circo Súper Pop[13][14]

Radio Nacional
- Black & Toc
- Varios espacios[15]
- Sábados de moño
- Barrio negro

### Televisión
Canal 11
- La Perla de Bangkok

Televisión Pública Argentina
- Fuga de cerebros
- La vida es arte
- Vivo en Argentina
- La persuasión[16]

América TV
- La noticia rebelde
- Las patas de la mentira
- Planeta caníbal

El Trece
- Videoscopio
- Rock & Pop TV
- Poliladron
- Los osos[17]

Telefe
- Graduados
- Viudas e hijos del Rock & Roll
- Concierto con los Refugiados

Canal Encuentro
- Monitor TV
- Encuentro en el estudio

National Geographic
- Los 90: La década que nos conectó[18]

### Cine
- Cualquiera vencerá (cortometraje, 1987)
- Las aventuras de Dios (Eliseo Subiela, 2000)
- Cuando ella saltó (Sabrina Farji, 2007)
- El arca (Juan Pablo Buscarini, 2007)
- El destino del Lukong (Gonzalo Roldán, 2011)[19]
- Back to the Siam (Gonzalo Roldán, 2013)[20]
- El jardín de la clase media (Ezequiel Inzaghi, 2018)

### Videoclips
- Ojo con los Orozco (León Gieco, 1997)

## Premios y distinciones
- Premio ETER 2014 - Trayectoria
- Premio Konex 2021 - Disciplina: Conductor/a